# 劉文彥
劉文彥，直隸唐縣（今河北省唐縣）南放水村人，清朝政治人物。
劉文彥早年教授鄉里，成就甚多。年逾四旬方中舉人，經知縣聘請，參與修訂邑志。乾隆元年（1736年），中式丙辰科進士，任曲陽縣教諭。《唐縣志》有傳。